# Meryta
Genre
Classification phylogénétique
Meryta est un genre de plantes à fleurs de la famille des Araliaceae.

## Liste d'espèces
Selon World Checklist of Selected Plant Families (WCSP) (8 juin 2010) :
- Meryta angustifolia (Endl.) Seem. (1862)
- Meryta balansae Baill. (1878)
- Meryta brachypoda Harms (1938)
- Meryta capitata Christoph. (1935)
- Meryta choristantha Harms (1938)
- Meryta coriacea Baill. (1878)
- Meryta denhamii Seem. (1862)
- Meryta drakeana Nadeaud (1897)
- Meryta lanceolata J.R.Forst. & G.Forst. (1775)
- Meryta latifolia (Endl.) Seem. (1862)
- Meryta lucida J.W.Moore (1933)
- Meryta macrophylla (W.Rich ex A.Gray) Seem. (1862)
- Meryta malietoa P.A.Cox (1985)
- Meryta mauluulu P.A.Cox (1985)
- Meryta mauruensis Nadeaud (1897)
- Meryta neoebudica (Guillaumin) Harms (1938)
- Meryta oxylaena Baill. (1878)
- Meryta pachycarpa Baill. (1878)
- Meryta pandanicarpa Guillaumin, Mém. Mus. Natl. Hist. Nat., B (1959)
- Meryta pauciflora Hemsl. ex Cheeseman, Trans. Linn. Soc. London (1897)
- Meryta raiateensis J.W.Moore (1963)
- Meryta salicifolia J.W.Moore (1940)
- Meryta schizolaena Baill. (1878)
- Meryta senfftiana Volkens (1901)
- Meryta sinclairii (Hook.f.) Seem. (1862)
- Meryta sonchifolia (Linden) Linden & André (1879)
- Meryta tenuifolia A.C.Sm. (1971)